# WhyPlayJazz
WhyPlayJazz ist ein deutsches Independentlabel mit Schwerpunkt auf zeitgenössischem Jazz. WhyPlayJazz hat seinen Sitz in Greifswald.

## Veröffentlichungen (Auswahl)
- 2005: Sonne: Sonne (mit Carsten Daerr, Johannes Fink, Philipp Gropper, Christian Lillinger)
- 2009: Umlaut Urlaub: Live in Greifswald 2009 (mit Andreas Lang, Johannes Schleiermacher, Kasper Tom Christiansen, Wanja Slavin)
- 2011: Fusk: Fusk (mit Rudi Mahall, Philipp Gropper, Kasper Tom Christiansen, Andreas Lang)
- 2012: Philipp Groppers Philm: Licht (mit Håvard Wiik, Andreas Lang, Oliver Steidle)
- 2012: Johanna Borchert: Orchestre Idéal
- 2013: Fusk: Super Kasper (mit Rudi Mahall, Philipp Gropper, Kasper Tom Christiansen, Andreas Lang)
- 2014: Wanja Slavin Lotus Eaters: For Very Sad and Very Tired Lotus Eaters (mit Wanja Slavin, Rainer Böhm, Andreas Lang, Philipp Gropper)
- 2014: Schultze Ehwald Duo: Grasp (mit Stefan Schultze, Peter Ehwald)
- 2014: Benjamin Weidekamp Quartett: seriell, nicht seriös (mit Benjamin Weidekamp, Uli Kempendorff, Ronny Graupe, Christian Marien)
- 2014: Z3: Pale Fire (mit Philip Zoubek, Benjamin Weidekamp, Christian Weber)
- 2014: Anna Maria Sturm Quintett: Tales of Woe (mit Anna Maria Sturm, Wanja Slavin, Uri Gincel, Peter Gall, Andreas Lang)
- 2015: Hyperactive Kid: 10 Year Anniversary Live (mit Philipp Gropper, Ronny Graupe, Christian Lillinger)
- 2015: Rea Dubach, Laura Schuler, Ronny Graupe: Ictus Iritus
- 2017: Brigade Futur III: Alles wird gut gegangen sein werden (mit Elia Rediger, Benjamin Weidekamp, Jerome Bugnon, Michael Haves, Konrad Schreiter, Patrick Schanze, Vincent Hahn, Ludwig Kociok, Julian Schließmeyer, Matthias Büttner,  Simon Bodensieck, Johannes Moritz, Damian Dalla Torre, Henrik Baumgarten, Florian Kästner, Philipp Rohmer, Philipp Scholz sowie Richard Koch, Uli Kempendorff, Almut Kühne)
- 2018: Philip Zoubek Trio: Outside (mit David Helm und Dominik Mahnig)
- 2019: Max Andrzejewskis Hütte & Guests Play The Music of Robert Wyatt
- 2020: Stefan Schultze Septet: Turbalento (mit Herb Robertson, Helen Bledsoe, Frank Gratkowski, Holger Werner, Stefan Schultze, Robert Landfermann, John Schröder)
- 2021: Das Kondensat 2 (WhyPlayJazz 2021, mit Gebhard Ullmann, Oliver Potratz, Eric Schaefer)
- 2022: Philip Zoubek Trio: Labyrinthus (mit David Helm und Dominik Mahnig)